# Louise Lindström
Louise Lindström (ur. 28 kwietnia 2000) – szwedzka biegaczka narciarska, trzykrotna medalistka mistrzostw świata juniorów i czterokrotna medalistka mistrzostw świata młodzieżowców.

## Kariera
Po raz pierwszy na arenie międzynarodowej pojawiła się 19 listopada 2016 roku podczas juniorskich zawodów w Bruksvallarnie. Zajęła wtedy 8. miejsce w biegu na 5 km stylem klasycznym. Wzięła udział w sprincie oraz w sztafecie podczas mistrzostw świata juniorów w Lahti w 2019 roku: w pierwszej z tych konkurencji zajęła 13. pozycję, natomiast w sztafecie wraz z Fridą Karlsson, Tilde Baangman i Linn Svahn zdobyła brązowy medal, przegrywając jedynie z Norweżkami i Rosjankami. Na rozgrywanych rok później mistrzostwach świata juniorów w Oberwiesenthal zwyciężyła w sprincie stylem dowolnym, a w sztafecie ponownie była trzecia. Na mistrzostwach świata młodzieżowców w Vuokatti w 2021 roku była druga w biegu na 10 km stylem dowolnym oraz trzecia w sztafecie mieszanej i sprincie techniką klasyczną. Ponadto podczas mistrzostw świata młodzieżowców w Whistler zdobyła srebrny medal w sztafecie mieszanej.
W Pucharze Świata zadebiutowała 29 stycznia 2021 roku w Falun, gdzie w biegu na 10 km stylem dowolnym zajęła 31. miejsce. Pierwsze pucharowe punkty wywalczyła dwa dni później w tej samej miejscowości, zajmując 27. miejsce w sprincie klasykiem.

## Osiągnięcia

### Mistrzostwa świata juniorów
| Miejsce | Dzień       | Rok  | Miejscowość    | Konkurencja                          | Czas biegu  | Strata  | Zwyciężczyni            |
| ------- | ----------- | ---- | -------------- | ------------------------------------ | ----------- | ------- | ----------------------- |
| 13.     | 20 stycznia | 2019 | Lahti          | Sprint stylem klasycznym             | 3:23,12     | —       | Kristine Stavås Skistad |
| 3.      | 22 stycznia | 2019 | Lahti          | bieg sztafetowy 4×3,3 km             | 35:58,0     | +33,3   | Norwegia                |
| 1.      | 29 lutego   | 2020 | Oberwiesenthal | Sprint stylem dowolnym               | 2:33,41 min | —       | —                       |
| 8.      | 2 marca     | 2020 | Oberwiesenthal | 5 km stylem klasycznym               | 13:49,1     | +40,0   | Helene Marie Fossesholm |
| 6.      | 4 marca     | 2020 | Oberwiesenthal | 15 km stylem dowolnym (start masowy) | 35:55,6     | +1:28,9 | Helene Marie Fossesholm |
| 3.      | 6 marca     | 2020 | Oberwiesenthal | bieg sztafetowy 4×3,3 km             | 35:08,6     | +14,2   | Szwajcaria              |

### Mistrzostwa świata młodzieżowców (U-23)
| Miejsce | Dzień       | Rok  | Miejscowość | Konkurencja              | Czas biegu | Strata  | Zwyciężczyni             |
| ------- | ----------- | ---- | ----------- | ------------------------ | ---------- | ------- | ------------------------ |
| 3.      | 11 lutego   | 2021 | Vuokatti    | Sprint stylem klasycznym | 2:38,07    | +1,66   | Lisa Lohmann             |
| 2.      | 12 lutego   | 2021 | Vuokatti    | 10 km stylem dowolnym    | 28:13,6    | +11,2   | Izabela Marcisz          |
| 3.      | 13 lutego   | 2021 | Vuokatti    | Sztafeta mieszana        | 52:52,9    | +7,7    | Norwegia                 |
| DNF     | 24 lutego   | 2022 | Lygna       | 10 km stylem klasycznym  | 29:59,8    | —       | Anja Weber               |
| 22.     | 31 stycznia | 2023 | Whistler    | 20 km stylem klasycznym  | 1:01:40,0  | +3:20,0 | Kristin Austgulen Fosnæs |
| 10.     | 3 lutego    | 2023 | Whistler    | 10 km stylem dowolnym    | 26:13,0    | +44,0   | Helen Hoffmann           |
| 2.      | 4 lutego    | 2023 | Whistler    | Sztafeta mieszana        | 51:05,0    | +0,5    | Francja                  |

### Puchar Świata

#### Miejsca w klasyfikacji generalnej
| Sezon     | Miejsce |
| --------- | ------- |
| 2020/2021 | 116.    |
| 2021/2022 | 52.     |
| 2022/2023 | 112.    |

#### Miejsca na podium w zawodach
Lindström nie stanęła na podium indywidualnych zawodów PŚ.